# Toni Cipriani
Pour les articles homonymes, voir Cipriani.
Toni Cipriani (de son nom complet Antonio Cipriani) est un personnage de jeu vidéo issu de la série Grand Theft Auto. C'est le héros incarné par le joueur dans le jeu Grand Theft Auto: Liberty City Stories (sorti en 2005 sur PlayStation Portable et en 2006 sur PlayStation 2) dont les événements se déroulent en 1998, dans la ville fictive de Liberty City.

## Biographie
Antonio « Toni » Cipriani est né à Portland (Liberty City) de l'union de Ma Cipriani et d'un père qui n'est jamais nommé dans le jeu mais dont on sait néanmoins qu'il a été membre de l'une des familles mafieuses de Liberty City avant d'être assassiné par les triades chinoises de la ville. Le jeune Toni Cipriani suivra les traces de son père, en intégrant la famille Leone, dirigée par Salvatore Leone.

### Grand Theft Auto: Liberty City Stories
Après avoir abattu un rival de la famille Leone en 1994 sous les ordres de Salvatore, Toni Cipriani se voit contraint de quitter Liberty City afin de se faire oublier. 

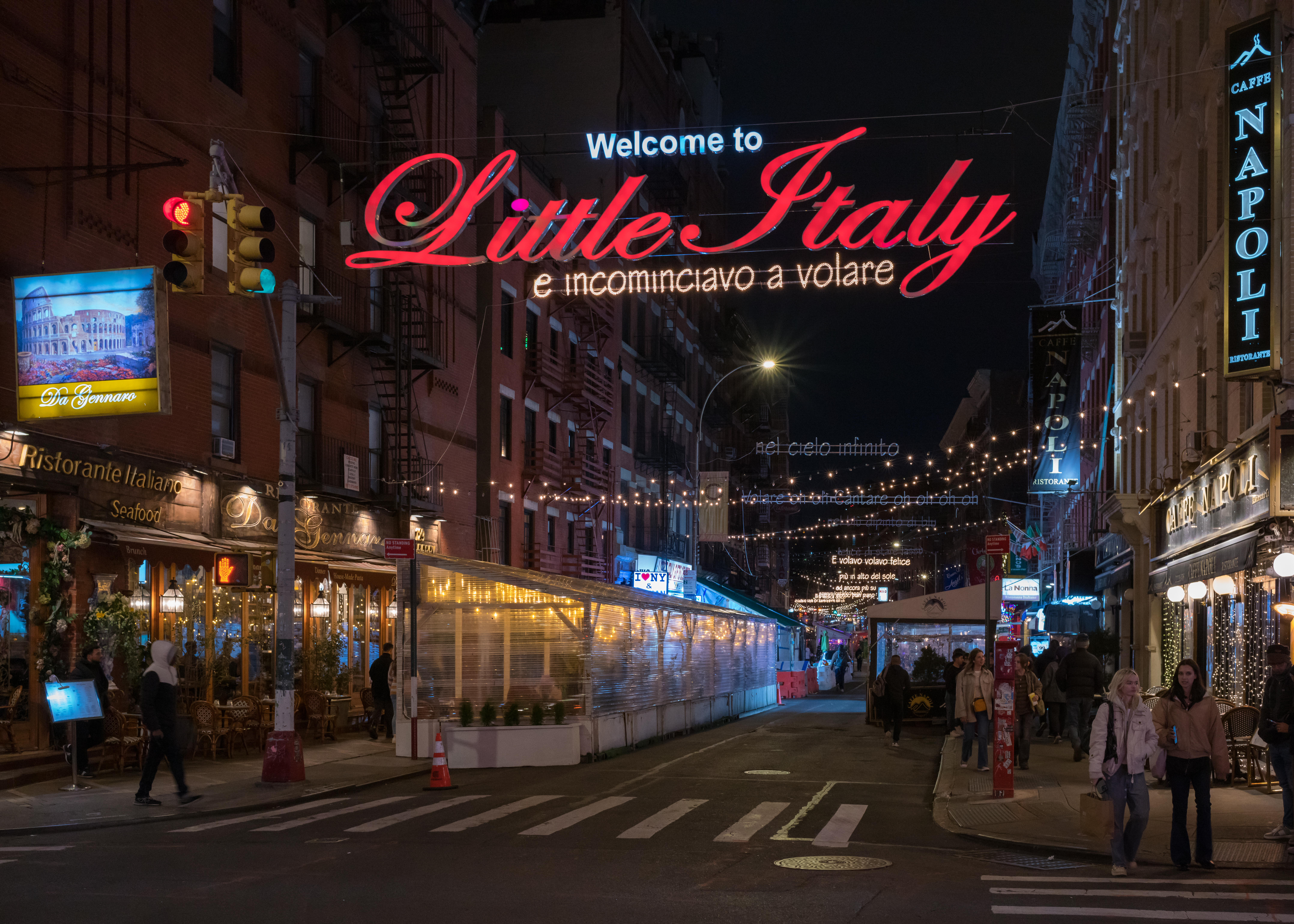
Little Italy, à New York sert d'inspiration pour le quartier de Saint Mark's, dans lequel vit Toni au début de l'intrigue.

En 1998, Toni revient à Liberty City, prêt à reprendre sa vie dans le crime organisé. S'il est dans un premier temps accueilli par un Salvatore Leone reconnaissant, Toni Cipriani réalise également que son absence de quatre ans a joué contre lui, permettant notamment à plusieurs membres de la famille de rapidement grimper les échelons de la hiérarchie de la mafia Leone. Dès lors, peu de temps après son arrivée, Toni Cipriani est confié à Vincenzo Cilli (un capo de la famille ayant notamment pris la place de Toni durant son absence). Très vite, des tensions apparaissent entre les deux hommes, Vincenzo ayant la plupart du temps une attitude irrespectueuse et condescendante à l'égard de Toni qu'il considère comme un simple malfrat de bas-étage. Toutefois, Cipriani commence peu à peu à regagner de l'influence et à réaffirmer sa position au sein de la famille, entraînant la méfiance de Cilli voyant désormais de plus en plus le protagoniste comme un rival potentiel. Finalement, Vincenzo tentera de trahir Toni à deux reprises : 
- une première fois en lui demandant de récupérer sa voiture, laquelle est en réalité surveillée par la police. Toni parvient à s'échapper et, lassé du comportement de Vincenzo, l'appelle pour lui signifier qu'il rompt tout contact avec lui[6].
- une seconde fois en téléphonant à Toni pour lui présenter ses excuses et « repartir sur de bonnes bases », prétendant agir sur l'ordre de Salvatore. Vincenzo donne rendez-vous à Toni dans la cale d'un bateau amarré le long du port d'Atlantic Quays. Il s'agit en vérité d'un second guet-apens, la cale étant remplie de mafieux loyaux à Vincenzo tentant d'assassiner Cipriani à l'aide de tronçonneuses[7].

Après avoir tué tous ses assaillants, Toni abat finalement Vincenzo.
Plus tard, Toni se voit solliciter par Maria Latore, l'épouse de Salvatore Leone. Travaillant pour la femme du parrain, Toni est surtout fréquemment amené à la protéger contre les conséquences de son irresponsabilité liée à sa toxicomanie (gain d'une course de rue dont elle s'était vendue comme récompense pour le gagnant, avortement d'une tentative d'enlèvement par des dealers de la famille Sindacco à son encontre, etc.). Il ira notamment jusqu'à abattre le chef d'un gang de bikers avec lequel elle avait une liaison et qui la violentait. Un jour, alors qu'elle est en pleine overdose, Maria déclare à Toni qu'elle a des sentiments pour lui. Toni repoussant ses avances, elle retournera auprès de Salvatore Leone, son mari.
Après avoir éliminé la mafia Sindacco de l'île de Portland en s'emparant de leur territoire du Red Light District (ou « Quartier Rouge » en V.F.), Toni Cipriani et Salvatore Leone rejoignent l'île de Staunton Island. Peu de temps après son arrivée sur l'île centrale de Liberty City, Toni abat Roger C. Hole, le maire de la ville sur ordre de Leone afin de diminuer l'influence de la famille Forelli au sein de la ville (la famille mafieuse et le politicien véreux entretenant en effet d'étroites relations d'affaires). À la suite de cette exécution, Toni Cipriani devient officiellement caporegime de la famille Leone.
De nouvelles élections sont organisées pour élire le successeur de Hole à la mairie de Liberty City. Les deux candidats sont Miles O'Donovan et Donald Love, un homme d'affaires millionnaire auquel Salvatore Leone s'associe et pour lequel Toni Cipriani travaille durant la campagne électorale. Malgré diverses missions visant à augmenter les chances de voir Love être élu (assassinat de militants travaillant pour O'Donovan, destruction d'une imprimerie de bulletins de vote contrôlée par les Forelli, trucage de certains bulletins, etc.), Love finit par découvrir qu'O'Donovan possède des preuves permettant de le relier aux Leone et envoie Toni les détruire. Cependant, les liens unissant Love et la mafia Leone ont déjà été rendus publics, entraînant une perte significative de popularité de Love et l'élection d'O'Donovan.
En parallèle, Salvatore met Toni en relation avec Leon McAffrey, un officier de police corrompu du LCPD qui l'aide à combattre et éliminer les Sindacco du quartier de Bedford Point ainsi que les Forelli occupant Belleville Park, Rockford et Newport (ces deux derniers quartiers seront conquis à l'aide des Uptown Yardies, un gang de rue jamaïcain en relation avec McAffrey).
Les révélations de l'alliance unissant Donald Love et Salvatore Leone ont des conséquences décisives pour les deux hommes : en effet, le premier, qui a investi l'intégralité de sa fortune dans sa campagne électorale se retrouve ruiné tandis que le second est arrêté par la police de Liberty City et détenu au poste de police de Shoreside Vale (correspondant à l'île est de la ville). À la suite de l'arrestation de Leone, McAffrey appelle Toni pour lui dire qu'il rompt tout contact avec lui et les Leone afin de ne pas être découvert.
Depuis sa cellule, Salvatore continue de donner ses instructions à Toni (qui se fait alors passer pour l'avocat du parrain), lesquelles impliquent notamment de retrouver et tuer Paulie Sindacco, parrain de la mafia Sindacco, avant qu'il ne s'échappe de Liberty City par bateau ainsi que de réduire l'influence grandissante des Yakuza ayant repris les activités et territoires des Sindacco (notamment le « Big Shot Casino », renommé plus tard « Kenji's Casino » après le rachat de l'établissement par les Yakuza).
Remarqué après avoir détruit un char de combat appartenant aux Yakuza, Toni Cipriani est contacté par Toshiko Kasen, qui n'est autre que l'épouse de Kazuki Kasen, le dirigeant des Yakuza de Liberty City. Prisonnière d'une relation qu'elle n'a pas choisi et négligée par son mari qui accorde toute son attention aux Yakuza et aucune à sa femme, Toshiko engage Toni pour affaiblir davantage les Yakuza au sein de la ville et humilier Kazuki aussi intensément que faire se pourra. Dès lors, « Toni-san » (tel qu'il est appelé par Toshiko Kasen) se verra confier plusieurs missions (détournement d'une livraison de munitions attendue par les Yakuza pour finalement les fournir à Phil Cassidy, un armurier de Liberty City, destruction de fourgons transférant l'argent issu du casino en pleine rue et sous les yeux des passants afin d'exacerber le sentiment de honte chez les Yakuza, etc.). Au cours de ses différentes missions, Toshiko propose à Toni de l'accompagner à l'opéra, à la sortie duquel ils sont victimes d'une tentative d'assassinat de la part de la mafia Forelli. Cipriani parviendra finalement à ramener Toshiko chez elle saine et sauve, non sans avoir éliminé les Forelli auparavant. Satisfaite de sa revanche sur les Yakuza et estimant que son époux a été suffisamment humilié, Toshiko demande finalement à Toni Cipriani de porter le coup de grâce en assassinant son mari Kazuki. Toni se rend alors au casino, élimine tous les hommes de Kazuki puis Kazuki lui-même sur l'héliport du casino. Après l'annonce de la mort de son mari par Toni, Toshiko, se sentant désormais « fondamentalement libre », décide de mettre fin à ses jours en se laissant choir par la fenêtre de son appartement, sous le regard pétrifié de Toni.
Donald Love, qui s'est retranché dans un refuge de Shoreside Vale à la suite de sa faillite, téléphone à Toni en lui affirmant qu'il a une idée qui lui permettra de retrouver sa fortune et d'enrichir également Toni par la même occasion. Dès lors, Love demande à Cipriani d'assassiner Avery Carrington, un homme d'affaires spécialisé dans l'immobilier (et ancien mentor de Love) afin de faire main basse sur les plans de la Panlantic, entreprise de construction et d'exploitation immobilière ayant pour projet de rénover le quartier de Fort Staunton, situé au nord de l'île de Staunton Island. Bien que protégé par le cartel colombien, Avery Carrington est finalement éliminé par Toni Cipriani, permettant à Donald Love de s'approprier les plans. Donald et Toni font ensuite appel aux services d'8-Ball, expert en explosifs qui fournit à Toni une camionnette chargée de bombes permettant à Toni de détruire Fort Staunton (territoire contrôlé par les Forelli) en passant par un tunnel souterrain,. À la suite de la destruction de Fort Staunton, Donald Love empochera l'argent du contrat de la Panlantic visant à reconstruire le quartier et la famille Forelli est totalement éradiquée de la ville, faisant ainsi de la famille Leone l'unique famille mafieuse italo-américaine présente à Liberty City (les Sindacco ayant été éliminés précédemment).
Salvatore Leone est finalement libéré de prison pour être jugé mais le fourgon pénitentiaire le transportant au tribunal est immédiatement pourchassé et attaqué par la mafia sicilienne qui tente de le tuer. Escorté par Toni, Salvatore finit par atteindre le tribunal sain et sauf. Après sa libération, Salvatore Leone et Toni Cipriani décident de rencontrer le maire Miles O'Donovan afin d'obtenir l'abandon des charges pesant sur Leone. Cependant, une fois arrivés à la mairie, ils réalisent que le maire a déjà été enlevé par Massimo Torini, un membre haut placé de la mafia sicilienne. Toni et Salvatore pourchassent Torini ainsi que ses siciliens, sauvent le maire O'Donovan et abattent l'hélicoptère de Torini, le tuant sur le coup.
À l'issue du sauvetage du maire, Salvatore se voit désormais libre et blanchi de toute accusation, et les Leone règnent sur Liberty City.

### Grand Theft Auto III
En 2001, Toni Cipriani est représenté dans GTA III comme étant plus corpulent que dans Liberty City Stories et semble avoir vieilli de façon significative. Toni est devenu le second membre le plus haut placé de la famille, juste après Salvatore Leone. Il travaille désormais au restaurant de sa mère, Ma, lui servant notamment de couverture pour ses activités criminelles auprès de la mafia Leone. Claude, le personnage jouable du jeu, est présenté à Toni Cipriani par Joey Leone, le fils de Salvatore Leone. Toni indique sa position dans la famille en disant qu'il est le Caporegime de Salvatore Leone. Les premières missions avec Toni Cipriani sont principalement axées sur la protection et l'extorsion de l'argent d'une Triade pour contrôler sa laverie, par la destruction de plusieurs des activités de son entreprise, ainsi que de leurs camions de livraison. Présenté au parrain Salvatore Leone par Toni Cipriani, Claude assistera à une réunion de haut rang des membres des Leone, qui signera une guerre contre la Triade. Après la trahison de Claude au profit des Yakuza, le destin de Toni Cipriani demeure inconnu.
Au cours du jeu, Toni passe à la radio locale, Chatterbox FM, pour se plaindre des querelles avec sa mère.

## Personnalité
Toni partage certains traits de caractère avec Tommy Vercetti, le protagoniste de GTA: Vice City.
Tel qu'il apparaît dans les cinématiques de GTA III et Liberty City Stories, son comportement laisse supposer qu'il est très loyal, fidèle, mais également très irascible. Quand il est en colère, Toni est capable de pratiquer des actes d'une extrême cruauté (par exemple lorsqu'il utilise une hache pour tuer Giovanni Casa en réduisant son corps en morceaux), mais il semble également avoir des remords (comme quand il se rend à la cathédrale pour se confesser).
Ayant également un certain respect envers les valeurs familiales, Toni est ainsi d'avis que les gens doivent montrer du respect envers leurs parents (notamment lorsqu'il surprend Vincenzo Cilli au téléphone avec sa mère tout en recevant une fellation de la part d'une prostituée).
Toni Cipriani témoigne énormément de respect et de loyauté envers Salvatore Leone, son patron. Il manifestera néanmoins une certaine déception à la fin des événements de Liberty City Stories en apprenant qu'il ne touchera qu'un demi-million de dollars à la place de la somme totale que Salvatore lui avait pourtant promis.

## Inspiration
Toni Cipriani est un hommage à Tony Soprano, le personnage principal de la série télévisée Les Soprano. En plus de leurs noms, les deux personnages partagent aussi des problèmes avec leur mère.
Dans GTA III, Toni, ainsi que Salvatore Leone, Luigi Goterelli, Maria Latore, 8-Ball et Joey Leone (dans cet ordre) apparaissent sur l'affiche du film fictif Badfellas qui fait référence au film Goodfellas (Les Affranchis en V.F.) à l'affiche duquel on retrouve notamment Frank Vincent et Ray Liotta qui assurent respectivement les voix de Salvatore Leone et Tommy Vercetti. L'affiche du film est visible au niveau du Luigi's Sex Club 7 dans le Red Light District, sur l'île de Portland. 

## Lieux de résidence
Comme il est de coutume dans les jeux Grand Theft Auto, le protagoniste est amené à acquérir et posséder différents lieux d'habitation répartis dans toute la ville. Ces endroits (appelés le plus souvent « planques ») permettent notamment au joueur de sauvegarder sa progression, changer de vêtements et remplir sa barre de vie.
Dans GTA: Liberty City Stories, ces lieux sont au nombre de trois :
- le premier endroit habitable est un appartement dans un immeuble du quartier de Saint Mark's (réplique de Little Italy, quartier italien de New York), son garage peut accueillir un véhicule[41]
- le deuxième lieu est un appartement dans un building de Newport, son garage peut accueillir au maximum deux véhicules[42]
- la troisième et dernière habitation est une maison pavillonnaire située dans la banlieue huppée de Cedar Grove, son garage peut accueillir jusqu'à trois véhicules[43]